# Balkansko bojište (Prvi svjetski rat)
Borbe su počele u kolovozu 1914. napadom austrougarskih snaga na Srbiju i Crnu Goru. Tada su snage Antante izvojevale prvu veću pobjedu u bitci na Ceru, kada je srpska vojska koristeći svježa iskustva iz balkanskih ratova porazila austrougarske snage. U studenom su austrougarske snage prodrle u Srbiju, ali su u prosincu izbačene iz nje u srpskom protuudaru (Kolubarska bitka). U listopadu 1915. njemačke, austrougarske i bugarske snage krenule su u ofenzivu na Srbiju i Crnu Goru i u prosincu 1915. i siječnju 1916. ih okupirale. Srpska se vojska uz velike gubitke povukla preko Albanije na jadransku obalu, gdje su je prihvatili Saveznici i nakon reorganizacije prebacili na Solunsko bojište. Potkraj godine Saveznici su osvojili Kajmačkalan i Bitolj. Do rujna 1918. nije bilo značajnih pomaka. Tada je probijeno Solunsko bojište, izbačena iz rata Bugarska i u listopadu oslobođena Srbija.